# Presidente Franco
Presidente Franco ist eine Hafenstadt und Distrikt im Departamento Alto Paraná in Paraguay. Die Stadt liegt am Zusammenfluss des Río Paraná und Río Monday nahe dem Dreiländereck Argentinien-Brasilien-Paraguay und zählt etwa 99.000 Einwohner. Sie grenzt an Ciudad del Este.

## Geschichte
Die Stadt wurde am 13. Oktober 1929 von Vicente Antonio Matiauda Aquino gegründet, der an dieser Stelle einen Hafen für die Verschiffung von Holz und Mate anlegen ließ. Um den Hafen herum entstanden sukzessive Wohnhäuser und öffentliche Einrichtungen. Der Ort wurde nach Staatspräsident Manuel Franco (1871–1919) benannt, der in Paraguay das Zivilregister und geheime Wahlen einführte. 1979 wurde sie zu einer Gemeinde der ersten Kategorie erhoben.

## Wirtschaft
Es gibt mehrere Sägewerke und Fabriken der Lebensmittelverarbeitung. Außerdem wird Soja angebaut. Der Tourismus spielt eine zunehmende Rolle. Besonderer Anziehungspunkt für Besucher sind die drei Wasserfälle Saltos del Monday von 40 Metern Höhe.